# Cascade d’ʻŌpaekaʻa
La cascade d’ʻŌpaekaʻa (en anglais : ʻŌpaekaʻa Falls) est une cascade haute de 46 mètres du ruisseau d’ʻŌpaekaʻa, près de Lihue, sur l’île de Kauai, dans l’État américain d’Hawaï. Elle est située dans le parc d’État de la Rivière-Wailua.

## Description
Les chutes de Wailua (Wailua Falls) sont situées à proximité.